# Itbayat
Itbayat é um município de  quinta classe de renda municipal (d) na província Batanes, nas Filipinas. De acordo com o censo de 1 de maio  de  2020 possui uma população de 3 128 pessoas e 923 domicílios.